# 俄国驻青岛领事馆
36°3′50″N 120°19′18″E / 36.06389°N 120.32167°E
俄国驻青岛领事馆为青岛存在于1908至1914年的俄罗斯帝国外交机构，馆址位于中国山东省青岛市市南区江苏路6号，建于1900-1901年。

## 历史
俄国驻青岛领事馆馆址建于1900-1901年，最初为顺和洋行青岛分行经理赫尔曼·罗伊特尔（德語：Hermann Reuter）的住宅，为一栋二层建筑，北邻顺和洋行董事罗兰德·贝恩（Roland Behn）的住宅。约1907-1908年间，罗伊特尔离开青岛，将住宅卖给前津浦铁路北段总办李德顺。
1907年，汉堡-美洲航运公司驻青岛分公司的德国籍职员汉斯·克罗帕切克（Hans Kropatschek）租下该住宅并入住。当年，有许多“闯关东”的山东农民自青岛乘船赴海参崴等地谋生。为方便他们取得签证，胶澳总督府向德国驻华公使馆提出允许俄国在青岛设立领事馆。1908年4月4日，俄国驻青岛领事馆开馆，曾在俄国有翻译员经验的克罗帕切克辞去在航运公司的工作，出任副领事主持馆务，馆址设于其住宅。约1910年代初，馆址曾经历改建，增建了塔楼。1914年青岛战役爆发后，克罗帕切克临时参军，战后作为战俘被押往日本，俄国驻青岛领事馆随之不复存在。俄国领事馆馆址在青岛战役中遭到严重损坏，可能不久后即被拆除重建为一栋二层四坡屋顶住宅楼。
2009年3月至4月，江苏路6号建筑被业主违法私自改造，原有的四坡屋顶被拆除重建为钢筋混凝土结构挂瓦屋顶，山墙也被拆除重建。4月中旬，此事经市民举报、媒体曝光后，引发了市民、媒体与学者的强烈反应。青岛当地学者认为，违法改造破坏了建筑原有结构面貌，破坏了街区原有风貌；同时将木结构屋顶改建为钢筋混凝土结构，会破坏地基的稳定性。据查，该工程的装修许可证是2008年12月18日由市南区房产管理处开具的。当年5月，市南区房管处房产科科长李吉钧称，业主2008年底以房屋漏雨为由申请维修，房管处批复其按原貌修缮，违规改造发生后，该处已四次赴现场下达要求恢复原貌的整改通知书，违规业主均避而不见。而青岛市规划局称，风貌保护区内的历史建筑的修缮须经规划局批准，区房管处无权批准。
江苏路6号不属于文物保护单位，也不属于青岛市历史优秀建筑，但根据当时施行的《青岛市城市风貌保护管理办法》，该建筑处于观海山风貌保护区内，而风貌保护区内的建筑维修时应保持原貌，严禁拆除、改建、扩建，即使危房也应经规划局批准拆除重建。且当年4月，青岛市人民政府刚刚通过了《关于加强青岛历史文化名城保护和利用议案的实施方案》，时任青岛市长夏耕亦多次提出利用青岛历史文化风貌发展旅游业。此次违规施工实属顶风作案，青岛城管曾多次调查，但违法业主在幕后动用关系、人脉“解决”此事，导致此事最终不了了之。

## 图集
- 俄国驻青岛领事馆，1910年代初
- 青岛战役期间被损毁的俄国领事馆
- 屋顶被破坏前的江苏路6号
- 江苏路6号现状，2019年